# Голиат
Вижте пояснителната страница за други значения на Голиат.
Голиат е огромен филистимлянски воин в Стария завет. Младият Давид, бъдещият цар на Юдея и Израел, го побеждава в единоборство с помощта на прашка, а след това му отрязва главата. С победата на Давид над Голиат започва настъплението на израелските и юдейски войски, които изгонват филистимяните от земята им.